# Lac Crépeau (Baie-James, Jamésie)
Pour les articles homonymes, voir Crépeau.
Le lac Crépeau est un lac situé dans la municipalité de Eeyou Istchee Baie-James, au Québec (Canada).

## Toponymie
Le lac fut baptisé ainsi en 1950 afin de souligner les travaux d'arpentage effectués dans le Nord par Armand-Charles Crépeau.

## Géographie
Le lac se trouve aux coordonnées 53° 55′ 59″ N, 70° 35′ 59″ O. Il est à 100 km du réservoir Laforge 1, à 451 km de la centrale Robert-Bourassa, 467 km du village de Radisson et à 524 km du village cri de Chisasibi.
Le lac couvre une surface d'environ 37 km². La rivière de l'Aigle s'y écoule vers le sud-ouest et rejoint le fleuve La Grande Rivière.

## Note
1. ↑  De très petites tailles pour la plupart.

## Sources

## Compléments